# Guainía
Guainía – departament Kolumbii. Leży we wschodniej części kraju, graniczy z Wenezuelą i Brazylią. Stolicą departamentu jest miasto Inírida.

## Gminy
1. Cacahual
2. Guaviare
3. Inírida
4. La Guadalupe
5. Morichal Nuevo
6. Pana Pana
7. Puerto Colombia
8. San Felipe